# Glenn Martin National Wildlife Refuge

Glenn Martin National Wildlife Refuge, qui fait partie du Chesapeake Marshlands National Wildlife Refuge Complex (en), comprend la moitié nord de Smith Island , une île qui se trouve à 18 km à l'ouest de Crisfield et de Watts Island (Virginie), dans la partie inférieure de la baie de Chesapeake

## Historique
Le refuge a été créé en 1954 lorsque Glenn L. Martin a fait don de 10,40 km2 à l' United States Fish and Wildlife Service. Depuis lors, le don et l'achat ont augmenté la taille du refuge à 18,41 km2. Le marais maritime, les anses et les ruisseaux, et les crêtes végétalisées du refuge forment une importante aire de halte et d'hivernage pour des milliers de sauvagine migratrice et un habitat de nidification pour diverses espèces fauniques.
Le Martin National Wildlife Refuge est la plus grande unité des refuges des îles de la baie de Chesapeake, qui comprend également Spring Island, Barren Island et Bishops Head dans le comté de Dorchester, Maryland. La gestion des refuges des îles relève du complexe de refuges fauniques nationaux des marais de Chesapeake. Situé à Cambridge, dans le Maryland, le complexe gère également le Blackwater National Wildlife Refuge et le Susquehanna River National Wildlife Refuge.

## Faune
Le marais de marée, les criques, les ruisseaux et les terres du refuge offrent une importante aire de repos et un refuge d'hiver pour des milliers d'oiseaux aquatiques migrateurs et un habitat de nidification pour une variété d'animaux sauvages qui changent avec les saisons.
Les résidents hivernaux du refuge comprennent le Harelde kakawi, le canard noir, le canard pilet, la harle, la macreuse, le petit garrot, la bernache du Canada et le cygne siffleur. Au printemps et en été, les graminées des marais salés, les insectes abondants et la végétation sous-marine attirent le canard noir, le canard colvert, le canard chipeau et la sarcelle à ailes vertes pour nicher dans le refuge. Le goéland, la sterne, le Bec-en-ciseaux noir, l'huîtrier et le chevalier semipalmé nichent et se nourrissent le long des herbes des marais, des vasières et des bancs de sable. Les crêtes boisées offrent des sites de nidification à plusieurs oiseaux aquatiques. Dix espèces différentes, dont le hérons=, l'aigrette et d'ibis falcinelle, ont été aperçues dans les roqueries du refuge. (les roqueries sont des groupes ou des colonies d'oiseaux qui nichent ensemble). Martin NWR abrite la plus grande colonie de pélican brun dans la partie Maryland de la baie de Chesapeake.
Une petite population de renard roux, de rat musqué, de vison, de loutre, de tortue cruciforme du Nord et de divers serpents d'eau non venimeux vivent également dans les zones marécageuses. Le râle tapageur, le moineauxde bord de mer et le troglodyte des marais dépendent également de l'habitat refuge protégé. Le faucon pèlerin nichent dans le refuge chaque année depuis l'installation de la première tour de nidification des pèlerins en 1984. Le marais et l'estuaire sont importants dans la production d'espèces marines telles que les crabes et les huîtres qui contribuent à former la chaîne alimentaire.